# Örökbefogadás az ókori Rómában

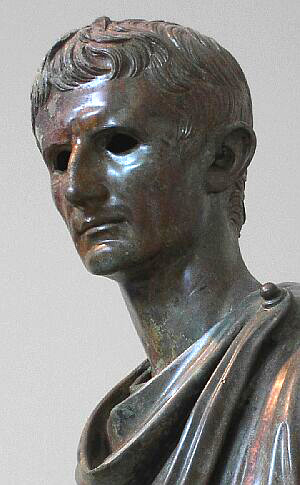
A leghíresebb római adoptált: Augustus császár.

A  fiúk örökbefogadása az ókori Rómában viszonylag gyakori, elfogadott, társadalmilag, illetve egyes esetekben politikailag motivált esemény volt, amely különösen a szenátori rend tagjai közt dívott.
A szenátorok közti kettős késztetés gyümölcse: a szenátori rend alulról többnyire zárt volt, ezért a szenátoroknak szükségük volt fiúörökösre, a sok gyermek eltartása viszont a rend tagjai számára költséges volt. A megoldás gyakran egy fiú örökbefogadása (adoptálása) volt. A császárság időszakában az örökbefogadás intézményének alkalmazása gyakran a uralkodói utódlás zökkenőmentességét biztosította, amikor az uralkodó kijelölt utódját adoptálta.

## Okai
A szenátoroknak szükségük volt a fiúutódra, aki vagyonukat és címüket örökölte, és továbbvitte a család nevét. A nagy család ugyanakkor költséges és esetenként komplikációkat okozott: a lányoknak az adott szenátor rangjához és vagyonához méltó hozományt kellett biztosítani, a fiúutódoknak pedig megfelelő hivatalokat (cursus honorum). Minél magasabb volt egy család státusza, a költségek annál magasabbra rúgtak. A szenátori családok mindezek miatt általában óvakodtak háromnál több gyermeket vállalni. Az 1. században élt Appius Claudius Pulcher hat gyermekét például kortársai „öngyilkosságnak” gondolták. Máskor azonban a kevés gyermek bizonyult hibának, hiszen a gyermekek meghalhattak, vagy előfordulhatott, hogy csak lányok születtek. A fiú nélküli családok számára az adoptálás, a túl sok fiúgyermekkel rendelkezők számára az örökbeadás lehetett megoldás. Még a gazdag Lucius Aemilius Paullus Macedonicus sem habozott két idősebb fiát örökbeadni: az egyiküket a Cornelius Scipióknak (Scipio Aemilianust, a harmadik pun háború győztesét), a másodikat pedig Quintus Fabius Maximus Cunctatornak.

## Gyakorlata
A római jog alapján gyermeket örökbeadni a családfő, a pater familias joga volt. Az örökbeadott fiú általában a legidősebb volt, jó egészségnek és elismert képességeknek örvendett. Az adoptálás az örökbefogadók számára költséges volt, ezért megkövetelték a „minőséget”. Az adoptálás gyakran politikai szövetségesek vagy rokonok közt történt és az örökbefogadott gyermek egyenlő státuszt kapott az adoptáló családban. Ha egy római patricius adoptált egy plebeiust, az utóbbi patrícius státuszt nyert és vice versa (bár legalábbis a Római Köztársaság idején ehhez a Szenátus engedélyére is szükség volt – egy ilyen híres, vitatott eset volt a patríciusból plebejussá lett Publius Clodius Pulcheré).). Az örökbeadó pénzt kapott, az adoptált fiú pedig felvehette új apja nevét és egy eredeti nevére utaló cognoment (lásd: Római névadási szokások). Az örökbefogadás nem titokban történt, nem tekintették szégyennek és az adoptált fiútól nem várták el, hogy megszakítsa kapcsolatait eredeti családjávaL. Az örökbefogadás a házassághoz hasonlóan a családok közti kapcsolat megerősítésére, szövetségkötésre szolgálhatott. Az örökbefogadott fiú gyakran privilegizált státuszba került, hiszen új családi kapcsolatokhoz jutott, ugyanakkor megőrizhette korábbi családi kapcsolatait is. Csaknem valamennyi politikailag jelentős római család élt az örökbefogadás eszközével.

## A császári utódlásban
A Római Birodalomban az örökbefogadásnak nagyon jelentős szerepe volt a zökkenőmentes császári utódlás biztosításában. Augustus, az első császár Julius Caesar adoptált fia volt, és ő pedig örökbe fogadta Tiberiust, aki utóda lett. A császárság első két évszázadában az adoptálás mint az utódlás biztosításának módja nagyon gyakori volt, így jutott a trónhoz Caligula, Nero, Traianus, Hadrianus, Antoninus Pius és Lucius Verus. Ezzel szemben vér szerinti öröklés útján került trónra Claudius, Titus és Domitianus.